# Louis Joseph Pilat
Louis Joseph Pilat, né le 23 août 1735 à Brebières et mort dans la même commune le 1er décembre 1809, était un cultivateur, député du tiers état aux États généraux de 1789 pour le bailliage de Douai.

## Biographie
Issu d’une ancienne famille douaisienne, Louis Joseph Pilat, fils d’un prospère « censier » de la paroisse de Brebières, a exploité ses terres durant plusieurs années avant de revenir à Douai où, comme le voulaient les coutumes de la cité, il s’est fait recevoir bourgeois quelques années avant la Révolution.
Il prend part aux préparatifs des États-Généraux et à la rédaction des cahiers de doléances du tiers état de Douai en mars 1789, ce qui lui vaut le mois suivant d’être désigné suppléant pour le Tiers. La démission de Simon de Maibelle après la réunion de Versailles et le serment du Jeu de Paume, permet à Pilat de rejoindre l’assemblée en novembre dans laquelle il soutient la majorité.
Après la législature, Pilat revient à Douai. Élu maire en novembre 1791, il refuse cette charge au titre des responsabilités familiales qui sont les siennes et ses engagements auprès de l’hôpital général dont il est un des administrateurs. 
Il reste ensuite dans une relative obscurité. Nommé conseiller général du Nord en An VIII (1800), il donne peu après sa démission. Résidant à Valenciennes, c’est lors d’une visite chez sa belle-sœur à Brebières qu’il décède subitement.